# Saison 2016 de l'équipe cycliste Cofidis
La saison 2016 de l'équipe cycliste Cofidis est la vingtième de cette équipe.

## Préparation de la saison 2016

### Arrivées et départs
| Arrivées          | Équipe 2015         |
| ----------------- | ------------------- |
| Rayane Bouhanni   | AWT-Greenway        |
| Borut Božič       | Astana              |
| Jérôme Cousin     | Europcar            |
| Hugo Hofstetter   | CC Étupes           |
| Arnold Jeannesson | FDJ                 |
| Anthony Perez     | AVC Aix-en-Provence |

| Départs          | Équipe 2016                           |
| ---------------- | ------------------------------------- |
| Steve Chainel    | Cross Team by G4                      |
| Adrien Petit     | Direct Énergie                        |
| Dominique Rollin | ?                                     |
| Louis Verhelst   | Roubaix Métropole européenne de Lille |
| Romain Zingle    | retraite                              |

## Déroulement de la saison

### Pré-saison et début de saison
La saison 2016 commence pour l'équipe Cofidis à Lyon au début du mois de novembre 2015 où les coureurs effectuent des tests physiques et ont un entretien individuel avec leurs dirigeants. Un stage se déroule en décembre à Lloret de Mar en Espagne.

## Coureurs et encadrement technique

### Effectif

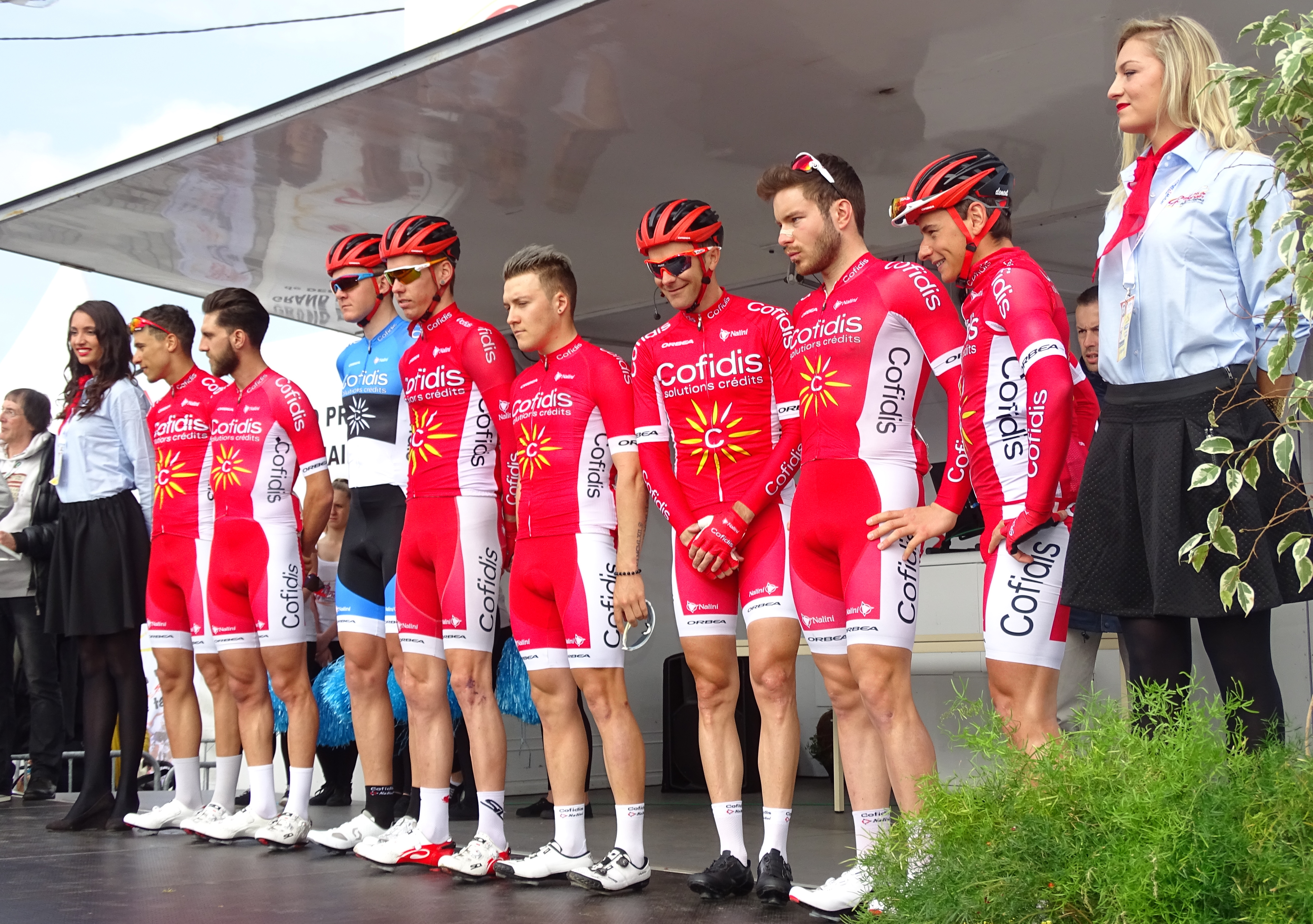
Rayane Bouhanni, Loïc Chetout, Gert Jõeäär, Kenneth Vanbilsen, Hugo Hofstetter, Borut Božič, Florian Sénéchal et Clément Venturini lors du Grand Prix de Denain.

| Cycliste            | Date de naissance | Nationalité | Équipe 2015             |  |
| ------------------- | ----------------- | ----------- | ----------------------- |  |
| Jonas Ahlstrand     | 16 février 1990   | Suède       | Cofidis                 |  |
| Yoann Bagot         | 6 septembre 1987  | France      | Cofidis                 |  |
| Nacer Bouhanni      | 25 juillet 1990   | France      | Cofidis                 |  |
| Rayane Bouhanni     | 24 février 1996   | France      | AWT-Greenway            |  |
| Borut Božič         | 8 août 1980       | Slovénie    | Astana                  |  |
| Loïc Chetout        | 23 septembre 1992 | France      | Cofidis                 |  |
| Jérôme Cousin       | 5 juin 1989       | France      | Europcar                |  |
| Nicolas Edet        | 2 décembre 1987   | France      | Cofidis                 |  |
| Romain Hardy        | 24 août 1988      | France      | Cofidis                 |  |
| Hugo Hofstetter     | 13 février 1994   | France      | CC Étupes               |  |
| Arnold Jeannesson   | 15 janvier 1986   | France      | FDJ                     |  |
| Gert Jõeäär         | 9 juillet 1987    | Estonie     | Cofidis                 |  |
| Christophe Laporte  | 11 décembre 1992  | France      | Cofidis                 |  |
| Cyril Lemoine       | 3 mars 1983       | France      | Cofidis                 |  |
| Luis Ángel Maté     | 23 mars 1984      | Espagne     | Cofidis                 |  |
| Rudy Molard         | 17 septembre 1989 | France      | Cofidis                 |  |
| Daniel Navarro      | 18 juillet 1983   | Espagne     | Cofidis                 |  |
| Anthony Perez       | 22 avril 1991     | France      | AVC Aix-en-Provence     |  |
| Stéphane Rossetto   | 6 avril 1987      | France      | Cofidis                 |  |
| Florian Sénéchal    | 10 juillet 1993   | France      | Cofidis                 |  |
| Julien Simon        | 4 octobre 1985    | France      | Cofidis                 |  |
| Geoffrey Soupe      | 22 mars 1988      | France      | Cofidis                 |  |
| Anthony Turgis      | 16 avril 1994     | France      | Cofidis                 |  |
| Michael Van Staeyen | 13 août 1988      | Belgique    | Cofidis                 |  |
| Kenneth Vanbilsen   | 1er juin 1990     | Belgique    | Cofidis                 |  |
| Clément Venturini   | 16 octobre 1993   | France      | Cofidis                 |  |
| Stagiaire           | Date de naissance | Nationalité | Équipe 2016             |  |
| Dorian Godon        | 25 mai 1996       | France      | Vulco-VC Vaulx-en-Velin |  |
| Mathias Le Turnier  | 14 mars 1995      | France      | Océane Top 16           |  |

Portraits
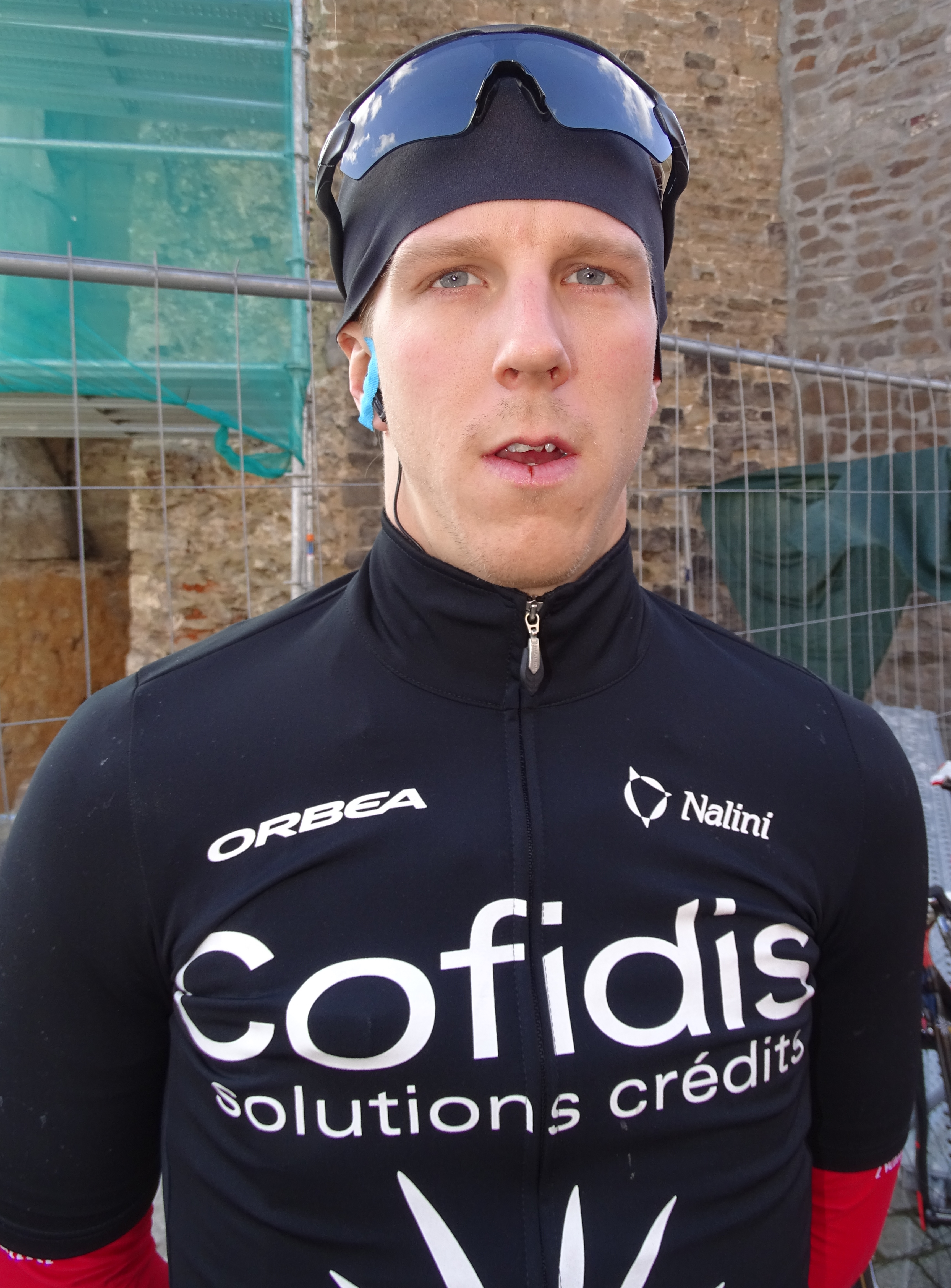
Jonas Ahlstrand.
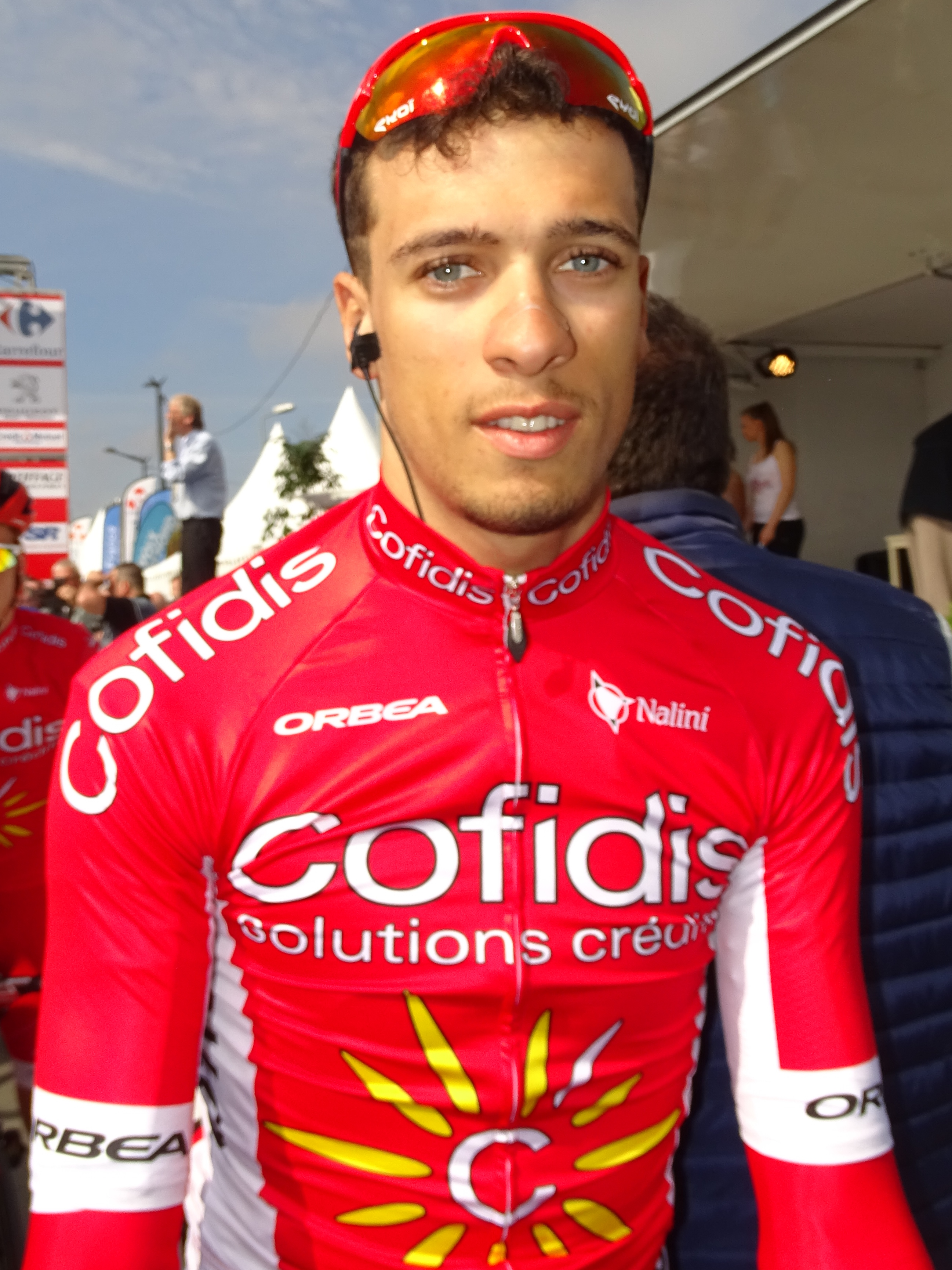
Rayane Bouhanni.
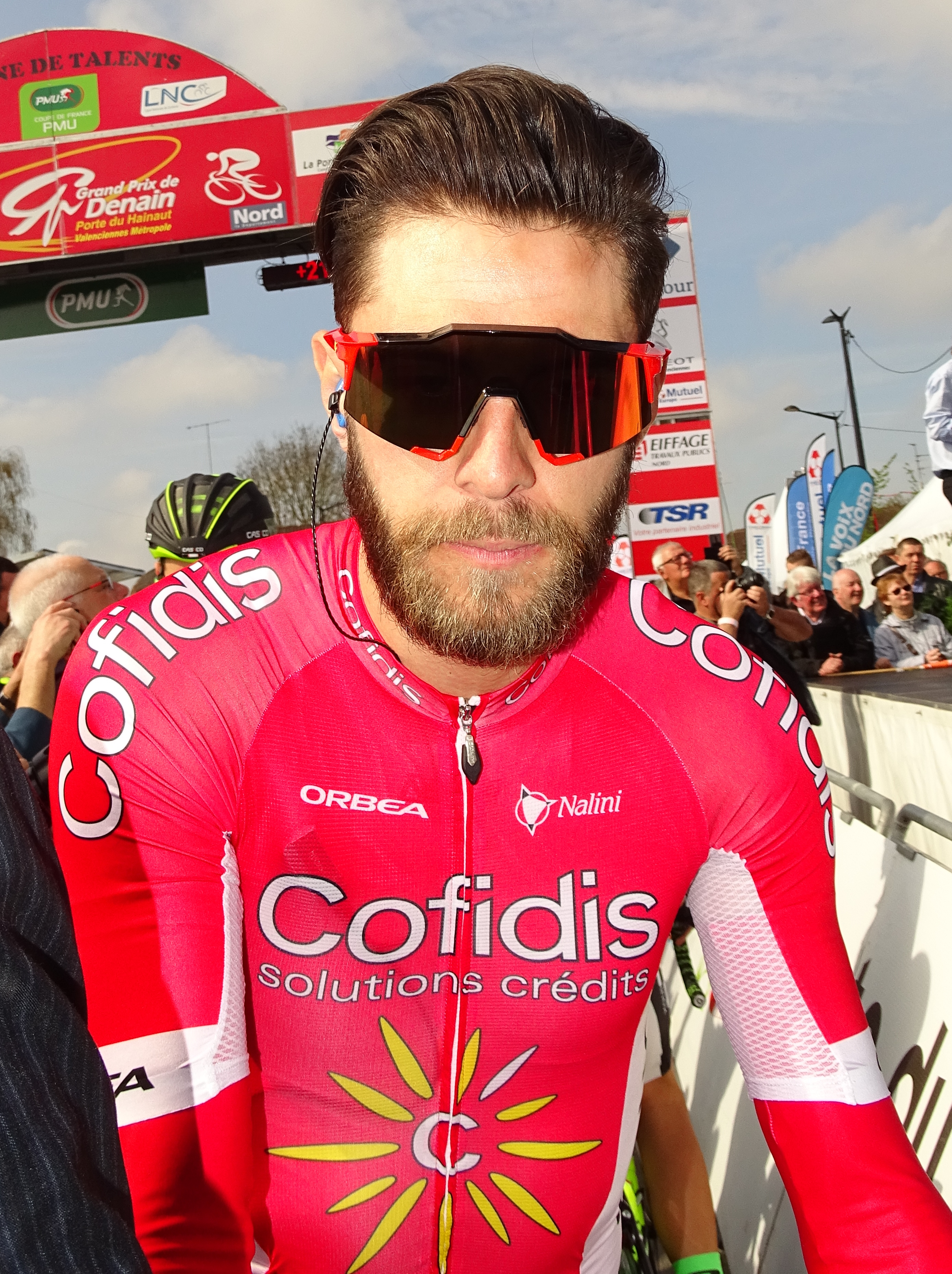
Loïc Chetout.
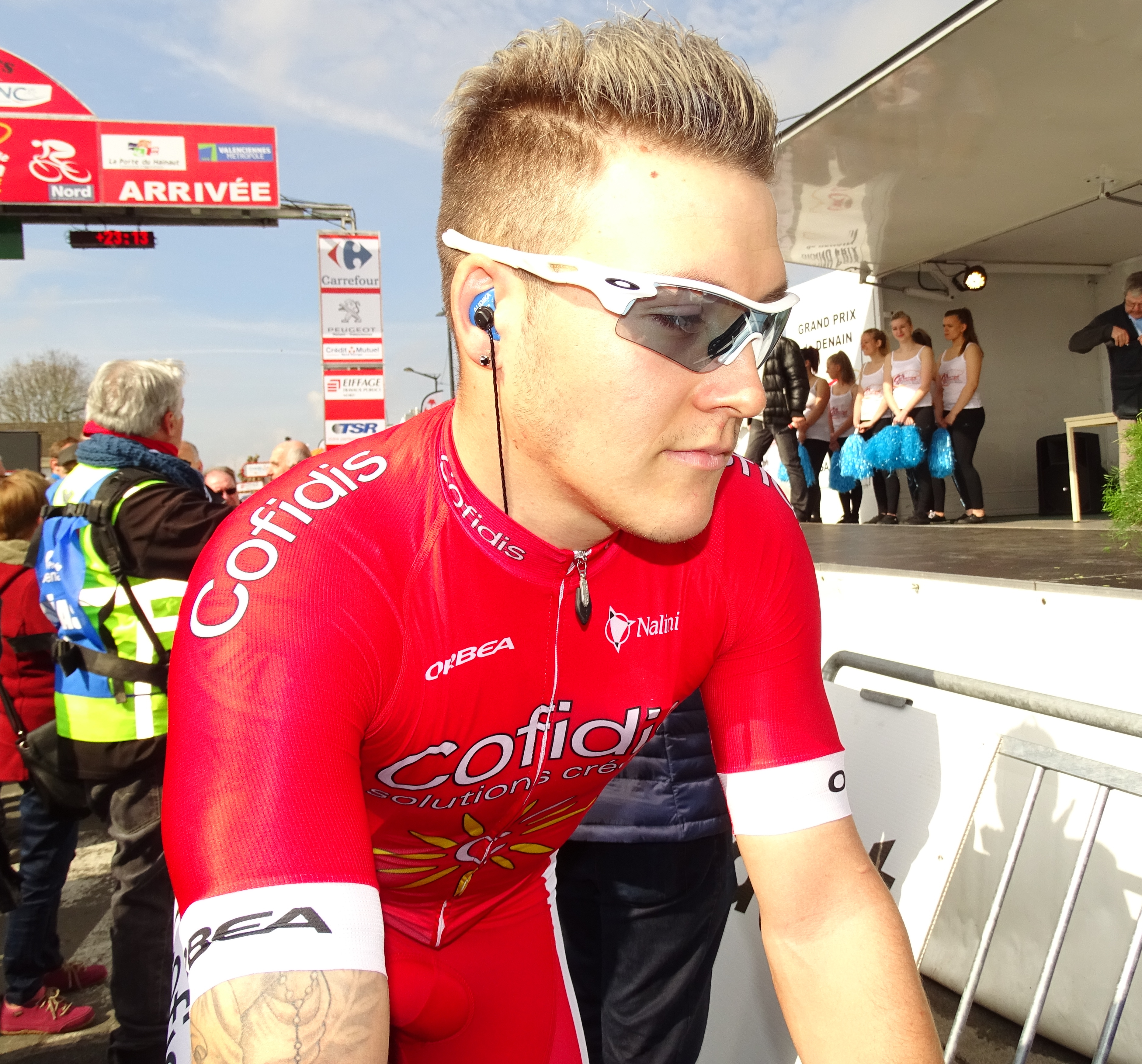
Hugo Hofstetter.
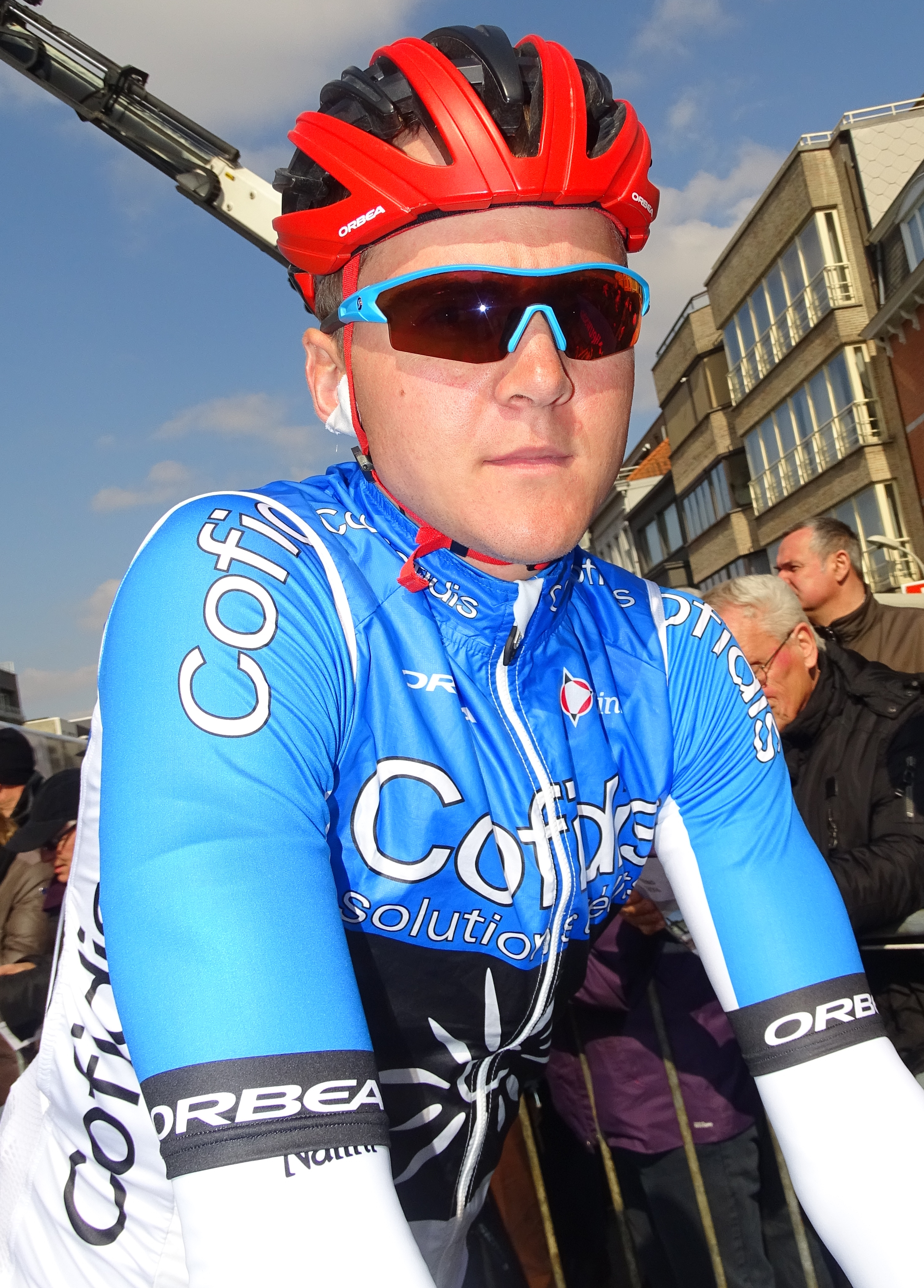
Gert Jõeäär.
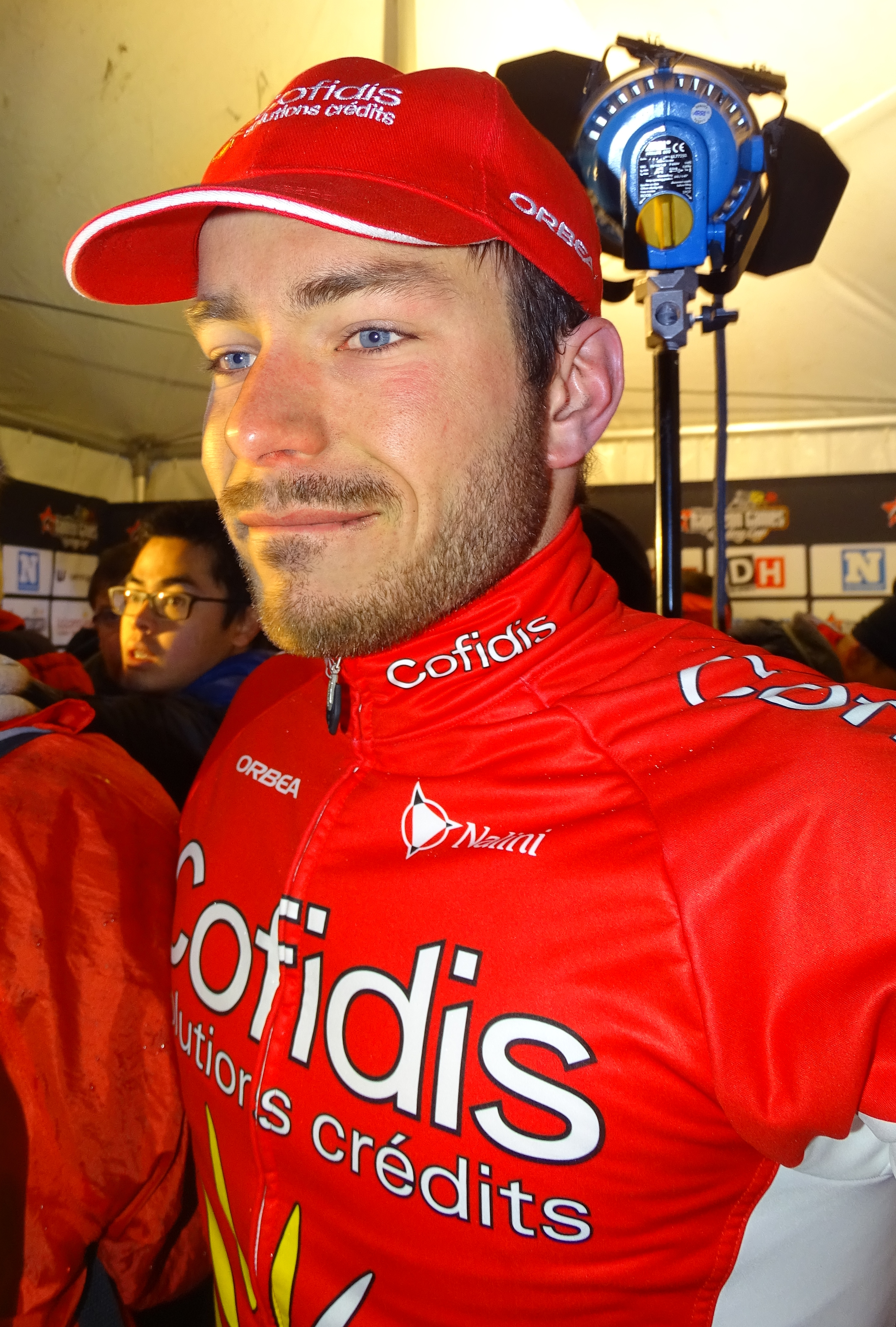
Florian Sénéchal.
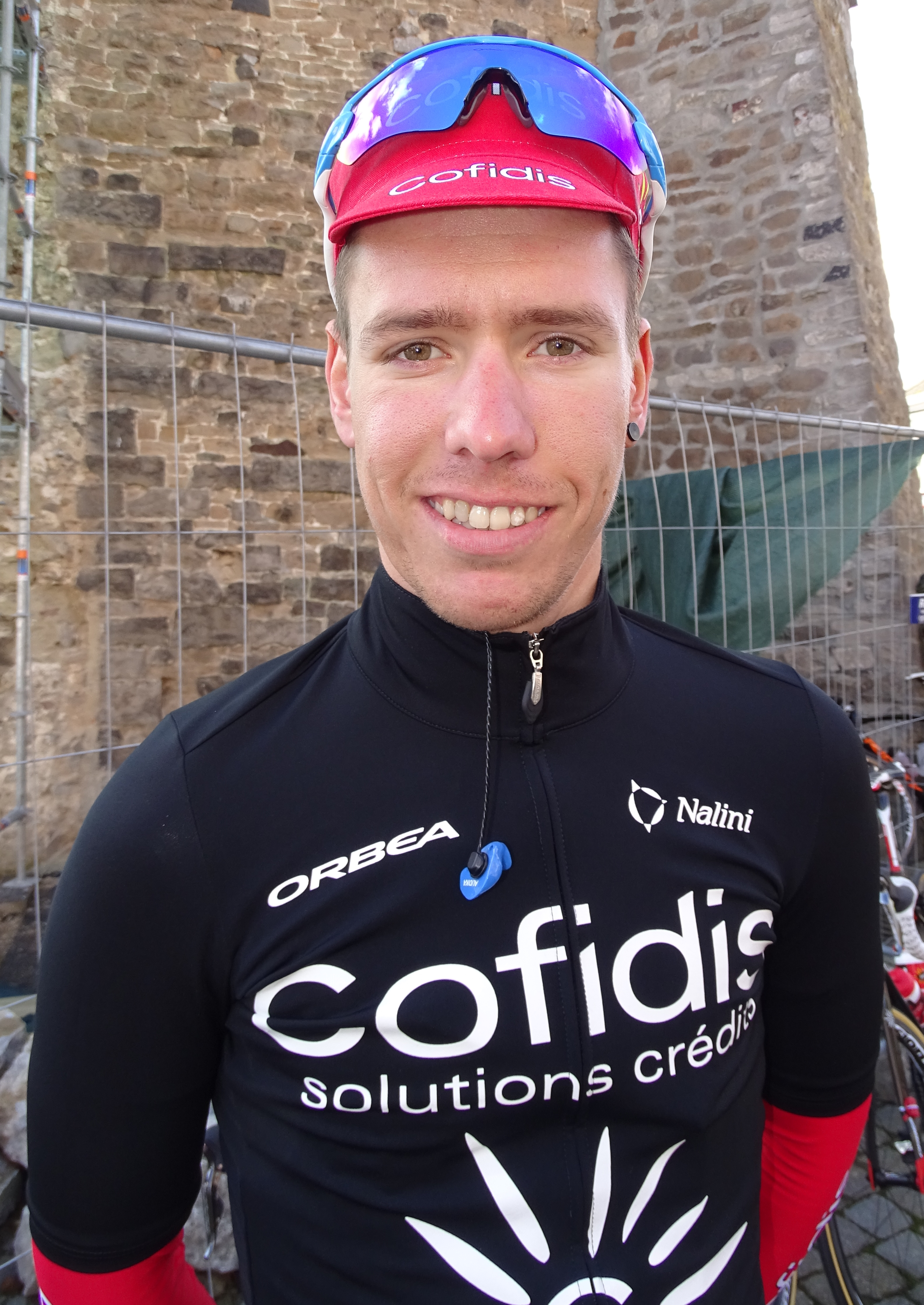
Kenneth Vanbilsen.

## Bilan de la saison

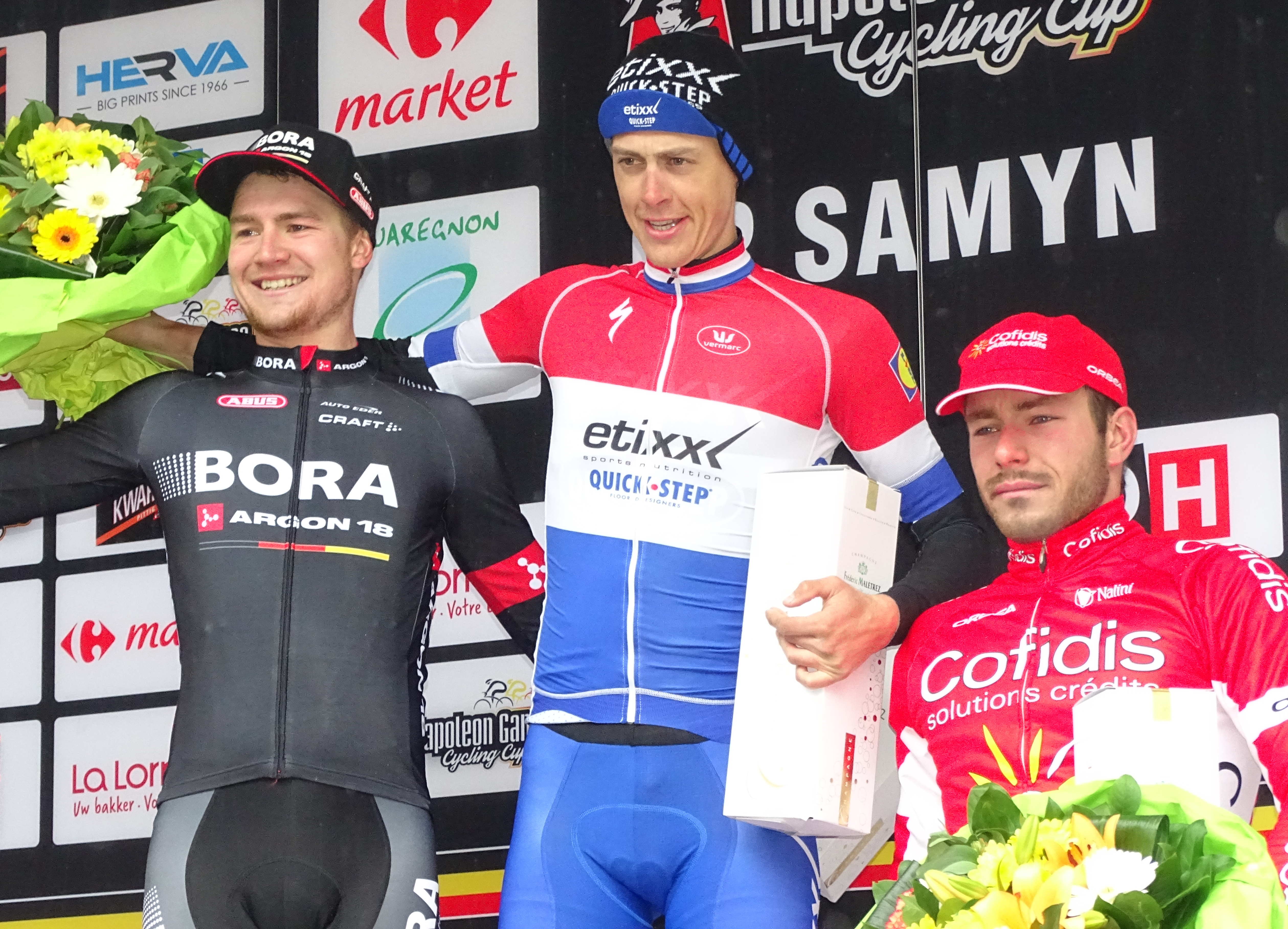
Podium de l'édition 2016 du Samyn : Scott Thwaites (2e), Niki Terpstra (1er) et Florian Sénéchal (3e).

### Victoires
| Date       | Course                                    | Pays       | Classe | Vainqueur         |
| ---------- | ----------------------------------------- | ---------- | ------ | ----------------- |
| 18/02/2016 | 2e étape du Tour d'Andalousie             | Espagne    | 2.1    | Nacer Bouhanni    |
| 10/03/2016 | 4e étape de Paris-Nice                    | France     | WT     | Nacer Bouhanni    |
| 19/03/2016 | Classic Loire-Atlantique                  | France     | 1.1    | Anthony Turgis    |
| 21/03/2016 | 1re étape du Tour de Catalogne            | Espagne    | WT     | Nacer Bouhanni    |
| 22/03/2016 | 2e étape du Tour de Catalogne             | Espagne    | WT     | Nacer Bouhanni    |
| 13/05/2016 | 1re étape du Tour de Picardie             | France     | 2.1    | Nacer Bouhanni    |
| 14/05/2016 | 2e étape du Tour de Picardie              | France     | 2.1    | Nacer Bouhanni    |
| 15/05/2016 | Classement général du Tour de Picardie    | France     | 2.1    | Nacer Bouhanni    |
| 04/06/2016 | 3e étape du Tour de Luxembourg            | Luxembourg | 2.HC   | Anthony Turgis    |
| 06/06/2016 | 1re étape du Critérium du Dauphiné        | France     | WT     | Nacer Bouhanni    |
| 21/06/2016 | Championnat d'Estonie du contre-la-montre | Estonie    | CN     | Gert Jõeäär       |
| 04/07/2016 | 2e étape du Tour d'Autriche               | Autriche   | 2.HC   | Clément Venturini |
| 23/08/2016 | 1re étape du Tour du Poitou-Charentes     | France     | 2.1    | Nacer Bouhanni    |
| 25/08/2016 | 3e étape du Tour du Poitou-Charentes      | France     | 2.1    | Nacer Bouhanni    |
| 02/10/2016 | Tour de Vendée                            | France     | 1.1    | Nacer Bouhanni    |

### Résultats sur les courses majeures
Les tableaux suivants représentent les résultats de l'équipe dans les principales courses du calendrier international dans lesquelles l'équipe bénéficie d'une invitation (les cinq classiques majeures et les trois grands tours). Pour chaque épreuve est indiqué le meilleur coureur de l'équipe, son classement ainsi que les accessits glanés par Cofidis sur les courses de trois semaines.

#### Classiques
| Classique            | Milan-San Remo      | Tour des Flandres | Paris-Roubaix            | Liège-Bastogne-Liège | Tour de Lombardie |
| -------------------- | ------------------- | ----------------- | ------------------------ | -------------------- | ----------------- |
| Coureur (classement) | Nacer Bouhanni (4e) | Non invitée       | Christophe Laporte (20e) | Daniel Navarro (34e) | Rudy Molard (17e) |

#### Grands tours
| Grand tour           | Tour d'Italie | Tour de France        | Tour d'Espagne        |
| -------------------- | ------------- | --------------------- | --------------------- |
| Coureur (classement) | Non invitée   | Luis Ángel Maté (55e) | Luis Ángel Maté (22e) |
| Accessits            | -             | -                     | -                     |